# オマージュプロレスラー
オマージュプロレスラー（Hommage Professional Wrestler）は、著名なプロレスラーの動作や容姿をオマージュして（敬意を表し真似している）活動しているプロレスラー。

## 概要
ザ・シーク以後、アラブギミックのレスラーが多発したようにギミックの模倣はよくあることだが、オマージュプロレスラーはそれとは似て非なるものである。なお二世レスラーなどの世襲レスラーも父親のスタイルを敬意から真似することが多いが、これはオマージュプロレスラーではない。同様に先代からギミックやリングネームなどを正式継承したレスラー（タイガーマスクやえべっさんなど）もオマージュの範疇ではない。
メジャーである物を模倣することで成り立つという傾向から、インディープロレスラーに多く見られる。プロレスそのものを生業としていないが、西口プロレスも広義ではオマージュレスラーが多いといえる。

## オマージュレスラー一覧
括弧内はオマージュ対象となっている人物。

### 容姿からファイトスタイルまでオマージュしているレスラー
- 健心（佐々木健介）
- 泉州力（長州力）
- アラン・ファンク（ハルク・ホーガン）
- アブドーラ・タンバ（アブドーラ・ザ・ブッチャー）
- ザ・プレデター（ブルーザー・ブロディ）
- ランジェリー武藤（武藤敬司）

### 容姿のみオマージュしているレスラー
- 近藤修司（アルティメット・ウォリアー）
- 男色ディーノ（MEN'Sテイオー）
- 平田一喜（マグナムTOKYO）
- スーパー・ササダンゴ・マシン（スーパー・ストロング・マシン）

### ファイトスタイルをオマージュしているレスラー
- 高木三四郎（ストーン・コールド・スティーブ・オースチン）
- ディック・スレーター（テリー・ファンク）
- ガッツ石島（ターザン後藤）
- マサ北宮（マサ斉藤）

タッグチーム
- ザ・ビッグガンズ（ロード・ウォリアーズ）

### かつてオマージュしていたレスラー
- テリー・ボーイ（現：MEN'Sテイオー）（テリー・ファンク）
- オーニタ・ジュニア（現：フライングキッド市原）（大仁田厚）
- ロッキー・サンタナ（大仁田厚）
- ショーン・ヘルナンデス（カート・アングル）
- アブドーラ小林（アブドーラ・ザ・ブッチャー）リングネームに名残。師匠でもある。
- マッスル坂井（ブロック・レスナー）
- 竜剛馬（剛竜馬）リングネームに名残。
- ジョー・ドーリング（スタン・ハンセン）
- nWoスティング（現：スーパーJ）（スティング）